# JOnAS
A JOnAS egy nyílt forráskódú implementációja a Java EE alkalmazásszerver specifikációnak, melyet az ObjectWeb konzorcium (nonprofit európai konzorcium, melyet az INRIA, Groupe Bull és a France Télécom  alapított) fejlesztett ki és hosztol. A JOnAS-t LGPL nyílt forráskódú licenccel adták ki.

## Java EE tanúsítvány
A JOnAS 5.1 2009. március 17-óta Java EE 5 tanúsítvánnyal rendelkezik. Ez volt az első nyílt forráskódú  szerver, mely ingyen szerzett tanúsítványt a  SUN által nonporfit szervezetek számára alapított "J2EE scholarship" nevű metóduson keresztül.  JOnAS-t általánosan technológiailag fejlettnek tartják. Az új JOnAS 5 architektúra az OSGi keretrendszer tetejére épül, amely a dinamikus komponensek fejlesztését sokkal könnyebbé teszi a korábbiakhoz képest.
A  JOnAS 5.3 Java EE 6 tanúsítvánnyal rendelkezik, de csak a web profilra.

## Menedzsment konzol
JOnAS-nak vagy egy viszonylag letisztult menedzsment konzolja, amely tartalmaz könnyen elérhető eszközöket webalkalmazások távoli feltöltéséhez és telepítéséhez, biztonságos és közönséges webes elérési portok beállításához, felhasználónév, jelszó, szabályok adathalmazok menedzseléséhez, amely JavaScript alapú. Első benyomásra a nyílt forráskódú Java EE szerver konzolokat összehasonlítva kissé zavarónak tűnik, hogy a számos szükséges funkció azonnal nem látható. Ez fontos lehet a processzek tanításakor, azonban Java EE szerverként nem jelenti, hogy egy felkészületlen végfelhasználó is könnyen menedzselheti.

## Java EE környezet
JOnAS egy nyílt forráskódú Java EE 6 alkalmazásszerver. Tartalmaz egy teljesen megfelelő EJB konténert az EasyBeans-en keresztül, és elérhető egy beágyazott Tomcat vagy Jetty webkonténert is hozzá. Bármely 1.6-os JVM támogatott, és az az irányú próbálkozások, hogy a szabad stack-en is GNU Classpath-al is fusson nagyon ígéretesek. JOnAS képes futni számos operációs rendszeren beleértve a következőket: Linux, Windows, AIX, számos Posix platform és mások, abban az esetben, ha a megfelelő JVM elérhető az adott platformon.

## OSGi környezet
Az 5-ös verziótól kezdve  a JOnAS teljesen OSGi keretrendszer alapú lett: használható akár az Apache Felix, Eclipse Equinox vagy Knopflerfish-el is (habár az alapértelmezetten a JOnAS-t az Apache Felix-el csomagolják). Ez azt jelenti, hogy minden JOnAS komponens bundle-ként van csomagolva, pl. a teljes JOnAS profil több mint 250 bundle-lel jön.
A szolgáltatási réteg az Apache iPOJO-vel van megvalósítva, így a legtöbb Java-EE tanúsított JOnAS szolgáltatás (perzisztencia, EJB, erőforrások...) közvetlen elérhető OSGi szolgáltatásként az összes JOnAS-on telepített OSGi bundle számára. A fordítottja szintén igaz: pl. egy EJB3 közvetlen elérhet bármilyen számú OSGi szolgáltatást dinamikus beinjektálással.

## Fordítás
Ez a szócikk részben vagy egészben  a   JOnAS című angol Wikipédia-szócikk ezen változatának fordításán alapul.  Az eredeti cikk szerkesztőit annak laptörténete sorolja fel. Ez a jelzés csupán a megfogalmazás eredetét és a szerzői jogokat jelzi, nem szolgál a cikkben szereplő információk forrásmegjelöléseként.